# Maria Mauban
Maria Mauban (Marsiglia, 10 maggio 1924 – Montcresson, 26 agosto 2014) è stata un'attrice francese.

## Filmografia parziale

### Cinema
- Il cantante sconosciuto (Le chanteur inconnu), regia di André Cayatte (1947)
- Cairo Road - Sulla via del Cairo (Cairo Road), regia di David MacDonald (1950)
- La gabbia d'oro (Cage of Gold), regia di Basil Dearden (1950)
- Donne e briganti, regia di Mario Soldati (1950)
- La passante, regia di Henri Calef (1951)
- La domenica non si spara (La Table-aux-Crevés), regia di Henri Verneuil (1951)
- Viaggio in Italia, regia di Roberto Rossellini (1954)
- La rivale, regia di Anton Giulio Majano (1956)
- Ogni giorno è vacanza (Le chômeur de Clochemerle), regia di Jean Boyer (1957)
- La vita a due (La vie à deux), regia di Clément Duhour (1958)
- La tigre ama la carne fresca (Le Tigre aime la chair fraîche), regia di Claude Chabrol (1964)
- La meravigliosa amante di Adolphe (Adolphe, ou l'âge tendre), regia di Bernard Toublanc-Michel (1968)
- Che casino, ragazzi! (Béru et ces dames), regia di Guy Lefranc (1968)
- Un corpo da possedere (Hellé), regia di Roger Vadim (1972)
- E Beatrice sta a guardare (Une fille cousue de fil blanc), regia di Michel Lang (1977)
- Il gendarme e gli extraterrestri (Le gendarme et les extra-terrestres), regia di Jean Girault (1979)

### Televisione
- L'abonné de la ligne U - serie TV, 22 episodi (1964)
- Au théâtre ce soir - serie TV, 5 episodi (1967-1971)